# Panini (taalkundige)

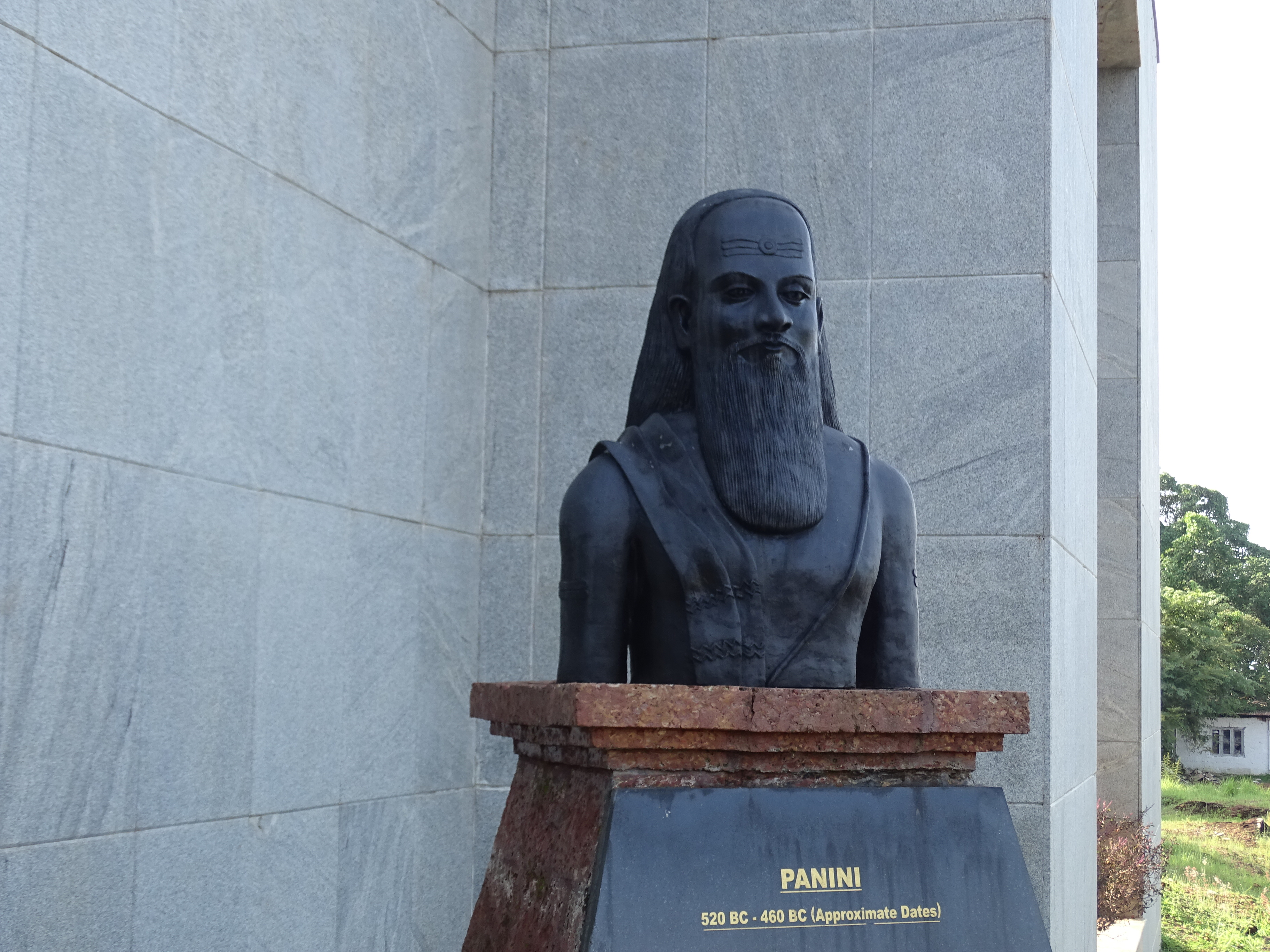
Borstbeeld van Panini

Panini (Sanskriet: Pāṇini; IPA [pɑːɳɪn̪ɪ]) was een Sanskriet-geleerde en wordt wel gezien als een van de grootste taalkundigen aller tijden. Over de precieze tijd waarin hij leefde (schattingen lopen uiteen van de 7e tot de 3e eeuw v.Chr.), noch over de plaats waar hij woonde bestaat overeenstemming. Zijn enig overgeleverde werk is de Astadhyayi (acht boeken), een uitvoerige beschrijving van de grammatica van het Sanskriet.

## Leven
De traditie wil dat Panini geboren werd in Shalatula, nabij de rivier de Indus in het huidige Pakistan. In ieder geval wordt Gandhara in het noordwesten van het subcontinent als waarschijnlijk geacht. Traditioneel wordt hij rond de jaren 520–460 v.Chr. geplaatst, aan het eind van de Vedische periode: aan enkele grammaticaregels gaf hij de toevoeging chandasi (in de hymnen) mee; een aanwijzing dat de zuivere Vedische taal in zijn tijd nog wel begrepen werd, maar niet meer gesproken. Een andere belangrijke aanwijzing is dat Panini ergens het woord yavan (Griek) gebruikt. Tot de veroveringen van Alexander de Grote in de derde eeuw v.Chr. had men in India waarschijnlijk nog nooit een Griek van nabij gezien, maar het woord kan ontleend zijn aan het Perzische yauna, zodat Panini mogelijk geleefd heeft in de tijd van Darius de Grote die van 521 v.Chr. tot 485 v.Chr. regeerde. Waarschijnlijker leefde hij echter na 350 v.Chr., terwijl Patanjali dacht dat hij onder de Mauryadynastie leefde, na Alexander de Grote.:8
Het is niet bekend of Panini kon lezen en schrijven. Het lijkt moeilijk voor te stellen dat iemand een wetenschappelijk werk met een complexiteit van de Astadhyayi zou kunnen samenstellen zonder schriftelijke aantekeningen. Het Brahmischrift kwam in Oost-Azië op rond de vierde eeuw v.Chr. en Panini is de eerste Indische auteur waarvan bekend is dat hij naar schrift (lipi) verwijst. Niet duidelijk is of dit Brahmi was, of andere schriften als Aramees of Kharosthi. Onder meer Frits Staal en Harry Falk wijzen er echter op dat Panini mogelijk met studenten heeft samengewerkt die delen voor hem memoriseerden. Vooralsnog is het dus onzeker of de Astadhyayi geschreven is of mondeling gecomponeerd.:169-175

## DeAstadhyayi
In veel opzichten was de grammatica die Panini schreef, de Astadhyayi, zijn tijd ver vooruit. In de eerste plaats was zijn grammatica zeer precies en opgebouwd volgens streng logische principes. Pas in de loop van de twintigste eeuw is onder meer onder invloed van de Fins-Amerikaanse specialist Paul Kiparsky het inzicht gekomen met hoeveel logisch vernuft de Astadhyayi gestructureerd is. In totaal bestaat de grammatica uit 3959 soetra's (regels). De volgorde waarin die regels zijn gesteld, blijkt van groot belang te zijn voor de precieze werking ervan.
Op deze manier liep Panini aan de ene kant vooruit op stromingen in de twintigste-eeuwse taalwetenschap zoals het structuralisme, de generatieve taalkunde en de mathematische taalkunde die, ieder op hun eigen manier, ook mathematische formalisering van inzichten in de taalfeiten nastreven. Moderne begrippen als het foneem, het morfeem en de wortel, maar ook theoretisch informatici zien in de Astadhyayi een equivalent van moderner werk; er is uitgerekend dat deze grammatica computationeel gezien de kracht heeft van een turingmachine, en dat de Backus-Naur form die wordt gebruikt voor het beschrijven van computertalen grote verwantschap vertoont met de regels van de Astadhyayi.
Panini componeerde zijn grammatica vermoedelijk om mensen te onderwijzen hoe de vedische composities precies moesten worden gereciteerd. Tegelijkertijd besteedde hij ook aandacht aan de verschillen die er bestaan tussen deze – in zijn tijd vermoedelijk verouderde – variëteit en de taal van zijn eigen tijd. Hiermee liep hij vooruit op modern onderzoek naar taalverandering en taalvariatie.

## Belangstelling in het westen
De belangstelling voor Panini ontstond in de negentiende en twintigste eeuw. Otto von Böhtlingk gaf in 1839-1840 de tekst van de Astadhyayi uit met filologisch commentaar (Pāṇini's acht Bücher grammatischer Regelen) en in 1887 een vertaling in het Duits, Pāṇini's Grammatik mit Übersetzung. Panini's werk gaf hiermee een nieuwe impuls aan een wiskundiger en wetenschappelijker studie van taal in de westerse wereld.